# Candela estàndard
En astrofísica, s'anomena candela estàndard un objecte celeste de lluminositat coneguda, que serveix de referència per a determinar distàncies a galàxies. S'usa aquest terme per a referir-se a les propietats físiques de determinats objectes o processos que tenen lloc en aquests, que permeten estimar la distància a la qual es troben.
Excepte per als objectes molt pròxims a nosaltres de només uns quants anys llum, en els que és possible determinar la distància per procediments geomètrics, la font d'informació en què es basa l'estimació de qualsevol distància còsmica consisteix a comparar la llum que es rep d'un determinat objecte amb la llum que emet, és a dir, amb la seva lluminositat intrínseca. Mentre que és possible determinar la primera amb força precisió, no és possible saber la segona si no és mitjançant alguna propietat de l'objecte emissor que pugui mesurar-se i que estigui relacionada amb l'esmentada lluminositat.
Entre les principals candeles estàndard hi ha el període de variabilitat de determinades estrelles, principalment la de Cefeida, RR Lyrae, o les supernoves de tipus Ia.